# Aurora Venturini
Aurora Venturini (La Plata, 20 de dezembro de 1921 — Buenos Aires, 24 de novembro de 2015) foi uma escritora, professora e tradutora argentina. Ao longo de sua vida escreveu mais de trinta livros e traduziu trabalhos críticos de poetas como Isidore Ducasse, François Villon e Arthur Rimbaud. Consagrou-se como escritora aos 85 anos após vencer em 2007 o Prêmio Nova Novela do jornal Página/12 pelo romance As primas, uma história sobre uma família de mulheres que vivem na cidade de La Plata.
Peronista e amiga de Eva Perón, após o golpe que derrubou o governo de Perón em 1955, exilou-se em Paris, onde conheceu Jean-Paul Sartre, Simone de Beauvoir e Albert Camus.

## Biografia

### Primeiros anos e formação
Nascida em 20 de dezembro de 1921 na cidade de La Plata, na província de Buenos Aires, Argentina. Os seus pais foram Juan Venturini e Ofelia Melo. Teve duas irmãs, chamadas Ángela e Ofelia.
Estudou na Escola Número 42  e na Escola Normal Superior Número 1 "Mary O. Graham" na cidade de La Plata. Formou-se como professora de Filosofia e Ciências da Educação na Faculdade de Humanidades e Ciências da Universidade Nacional de La Plata. Trabalhou como assessora no Instituto de Psicologia e Reeducação do Menor, onde conheceu a Eva Perón, sua colega de trabalho e com quem desenvolveu uma amizade muito próxima.

### Trajectória literária e exílio
Em 1948, Venturini recebeu o Prêmio Iniciação por seu poemário El Solitario (O solitário) que lhe foi entregue por Jorge Luis Borges. Nesse mesmo ano, participou da criação do selo editorial Ediciones del Bosque (Edições do Bosque), junto com a escritora María Dhialma Tiberti e outros escritores de La Plata. Durante a primeira década dos anos cinquenta, alguns dos seus poemas foram publicados no diário El Día.
Após o golpe de Estado de 1955 na Argentina, exilou-se na Europa, onde estudou psicologia na Universidade de Paris. Em Paris viveu com Violette Leduc, e fez amizade com figuras como Jean-Paul Sartre, Simone de Beauvoir, Albert Camus, Eugène Ionesco, Juliette Gréco e, em Sicília, com Salvatore Quasimodo.
Casou-se pela primeira vez com o juiz Eduardo Varela e, após enviuvar, casou-se novamente com o historiador e escritor Fermín Chávez. Durante seu exílio na Europa, trabalhou como tradutora, traduzindo trabalhos críticos sobre poetas como Isidore Ducasse, Conde de Lautréamont, François Villon e Arthur Rimbaud, pelas quais recebeu a condecoração da Cruz de Ferro, concedida pelo governo francês.

### Publicação deAs Primase últimos anos
De volta à Argentina, Venturini lecionou filosofia na Escola Normal Antonio Mentruyt, na cidade de Banfield.
Em 2007, apresentou sua sexta novela, As Primas, sob o pseudônimo de Beatriz Portinari ao Prêmio de Nova Novela do jornal Página/12, o qual venceu.  texto foi publicado pela editora do jornal no mesmo ano. O júri do prêmio, composto por Juan Ignacio Boido, Juan Forn, Rodrigo Fresán, Alan Pauls, Sandra Russo, Guillermo Saccomanno e Juan Sasturain, descreveu a obra como «única, extrema, de uma originalidade desconcertante, que obriga o leitor a se fazer muitas das perguntas que os livros costumam ignorar ou manter cuidadosamente em silêncio». Em dezembro de 2010, a edição espanhola da novela foi votada como o melhor livro em espanhol publicado na Espanha em 2009, recebendo o II Prêmio Outras Vozes, Outros Âmbitos.
Após o sucesso de crítica do romance As primas, o que lhe garantiu sua consolidação como escritora e ampliou a difusão de sua obra, assinou um contrato com o selo Mondadori e reeditou o livro de contos El marido de mi madrastra (O marido da minha madrastra) (2012), e os romances Las primas e Nosotros, los Caserta (Nós, os Caserta) (1992). Em 2013 publicou Los rieles (As guias) e e no ano seguinte Eva. Alfa y Omega (2014). Em 2015, publicou seu último livro em vida, Cuentos secretos.
Faleceu em 24 de novembro de 2015, na cidade de Buenos Aires, aos 93 anos de idade. Cinco anos após seu falecimento, em 2020, a escritora Liliana Viola, sua herdeira e alcaide literária, publicou, sob o selo editorial Tusquets, As Amigas, uma continuação do romance As Primas junto a uma reedição desta última. Da mesma forma, em 2021, foram reeditados os livros de contos El marido de mi madrasta (O marido da minha madrasta) e Contos secretos, e, em 2022, foi reeditada a novela Eva. Alfa e Omega. Em 2023, Viola publicou Esta no soy yo (Esta não sou eu), uma biografia da autora.

## Estilo

### Escrita
Mariana Enríquez descreveu a escrita de Venturini como «espessa, abrumadora e compulsiva», além de «deforme e lúdica». Liliana Viola, sua alcaide literária chamou-a de «completamente marginal respeito em relação ao que se supõe que é ou deva ser a literatura», assinalando que está mais próxima «do erro» do que «da sofisticación». Além disso, destacou o uso de palavras antigas por parte de Venturini e a presença de uma «ideologia confusa».
É destacável também a sintaxe radical de certas novelas ou contos da autora, onde a pontuação é às vezes ignorada por «cansativa». A esse respeito, a própria autora disse: «Se ponho o signo vai-se-me a ideia».

### Temas e personagens
Um dos núcleos temáticos recorrentes na obra de Aurora Venturini é a família, que costuma ser representada como «deslocada» e «monstruosa»  A esse respeito, a autora disse: «Eu não sou muito familiar, nunca fui, mas sempre acabo escrevendo sobre minha família, ou sobre famílias. [...] Minha família era muito monstruosa. É o que conheço».
Outras temáticas importantes são as «personagens duplas» ou «com dobleces», a sexualidade «como encontro» e as consequências «sórdidas» das relações amorosas. Também é destacável, embora em menor medida, as temáticas sociais, como o aborto e a homossexualidade.  As suas personagens costumam, segundo o testemunho da autora, estar baseadas em pessoas reais, sendo fundamentalmente sempre as mesmas e habitando o mesmo cenário, a cidade de La Plata.

## Obra

### Romance
- Pogrom del cabecita negra (1969)
- Las Marías de Los Toldos (1991)
- Nosotros, los Caserta (1992)
- Me moriré en París, con aguacero (1998)
- Bruna Maura-Maura Bruna (2006, Nueva Generación)
- Las Primas (2007, Página/12)
- Los rieles (2013, Mondadori)
- Eva. Alfa y Omega (2014, Sudamericana)
- Las amigas (2020, Tusquets Editores)

### Conto
- Cuadernos de Angelina (1963, Ed. Municipalidad dA Prata)
- Carta a Zoraida (1964, Colombo)
- Jovita la osa y otros cuentos (1974, Peña Lillo)
- Hadas, brujas y señoritas (1997, Editorial Theoría)
- Alma y Sebastián (2001, Nueva Generación)
- El marido de mi madrastra (2012, Mondadori)
- Cuentos secretos (2015, Random House)

### Poesia
- Versos al recuerdo (1942, Oficinas Gráficas Olivieri & Domínguez)
- Corazón del árbol (1943)
- Adiós desde la muerte (1948)
- El anticuario (1948)
- O solitário (1951)
- Lamentación maior (1955, Colombo)
- Lamentación mayor (1959, Ed. Municipalidad de La Plata)
- Laúd (1960)
- Muerte del lobizón (1960)
- La trova (1962, Colombo)
- Panorama de afuera con gorriones (1963)
- La Plata mon amour (1993)
- Antología personal 1940-1976 (1981)
- Poesia gauchipolítica federal (1994)
- 45 poemas paleoperonistas (1997, em colaboração com Fermín Chávez)
- Lieder (1999)
- Veníd amada mía (2001, Theoría)
- Racconto (2004, Corregidor)
- Al pez (2007, El Búho))

### Outros
- Peregrino del aliento (1953)
- La pica de la Susona (1963)
- François Villon, raíx de iracunida (1963)
- Los campos grises de Simón Léclaire (1964)
- Dan del río (1965)
- Evita, mester de amor (1977, en colaboración con Fermín Chávez)
- Zingarella (1988)
- Estos locos bajitos por los senderos de su educación (1994)
- Ponce de León y el fuego (1998)
- John W. Cooke  (2005)

## Filmografia
- 2013: Beatriz Portinari. Um documentário sobre Aurora Venturini  (documentário roteirizado, produzido e dirigido por Agustina Massa e Fernando Krapp, no qual Venturini aparece como ela mesma).[28][29]

## Prêmios e distinções
- 1948: Prêmio Iniciação por El solitario.[2]
- 1969: Prêmio Domani por Nosotros, los Caserta.[30]
- 1969: Prêmio Pirandello de Ouro da Colegiatura de Sicilia por Nosotros, los Caserta.[30]
- 1991: Cidadá Ilustre do Partido de La Plata.[31]
- 2007: Prêmio Nova Novela Página/12 por Las primas.[3]
- 2010: II Prêmio Outras Voces, Outros Ámbitos por Las primas.[32]